# Loppijärvi
Loppijärvi eller Lopenjärvi är en sjö i Finland. Den ligger i kommunen Loppis i landskapet Egentliga Tavastland, i den södra delen av landet, 60 km norr om huvudstaden Helsingfors. Loppijärvi ligger 106 meter över havet. Den är 6,71 meter djup. Arean är 11,78 kvadratkilometer och strandlinjen är 45,81 kilometer lång. Sjön  ingår i Kumo älvs huvudavrinningsområde.   I omgivningarna runt Loppijärvi växer i huvudsak blandskog. Den sträcker sig 7,3 kilometer i nord-sydlig riktning, och 4,5 kilometer i öst-västlig riktning.
I övrigt finns följande i Loppijärvi:
- Itusaari (en ö)
- Neitsytsaari (en ö)
- Mustasaari (en ö)
- Häimäsaari (en ö)

Följande samhällen ligger vid Loppijärvi:
- Loppis (7 768 invånare)

I övrigt finns följande vid Loppijärvi:
- Koidulankivi (en flyttblock)
- Särkijärvi (en sjö)